# Danh sách thành viên của Hội Nữ Hướng đạo Thế giới

## Bảng danh sách thành viên của Hội Nữ Hướng đạo Thế giới
Hội Nữ Hướng đạo Thế giới công nhận nhiều nhất là một tổ chức Nữ Hướng đạo cho mỗi quốc gia. Một số quốc gia có vài tổ chức kết hợp thành liên hội, với các bộ phận khác nhau được phân chia trên cơ sở tôn giáo (Pháp, Đan Mạch), dân tộc (Israel) hay ngôn ngữ (Bỉ).

| Quốc gia                    | Tổ chức thành viên                                      | Tình trạng thành viên | Thành viên (năm 2003 hay mới nhất) | Năm gia nhập | Năm thành lập | Nhận Nữ/Nam |
| --------------------------- | ------------------------------------------------------- | --------------------- | ---------------------------------- | ------------ | ------------- | ----------- |
| Antigua và Barbuda          | Hội Nữ Hướng đạo Antigua và Barbuda                     | đầy đủ                | 718                                | 1984         | 1931          | chỉ nhận nữ |
| Argentina                   | Asociación Guías Argentinas                             | đầy đủ                | 4.894                              | 1958         | 1915          | cả hai      |
| Armenia                     | Hội Nữ Hướng đạo Quốc gia Armenia                       | liên hiệp             | 1.002                              | 2001         | 1988          | chỉ nhận nữ |
| Aruba                       | Het Arubaanse Padvindsters Gilde                        | liên hiệp             | 185                                | 1993         | 1941          | chỉ nhận nữ |
| Úc                          | Nữ Hướng đạo Úc                                         | đầy đủ                | 30.811                             | 1928         | 1911          | chỉ nhận nữ |
| Áo                          | Pfadfinder und Pfadfinderinnen Österreichs              | đầy đủ                | 10.508                             | 1957         | 1914          | cả hai      |
| Bahamas                     | Hội Nữ Hướng đạo Bahamas                                | đầy đủ                | 2.303                              | 1975         | 1915          | cả hai      |
| Bahrain                     | Hội Nữ Hướng đạo Bahrain                                | đầy đủ                | 1.556                              | 1981         | 1970          | chỉ nhận nữ |
| Bangladesh                  | Hội Nữ Hướng đạo Bangladesh                             | đầy đủ                | 49.975                             | 1973         | 1928          | chỉ nhận nữ |
| Barbados                    | Hội Nữ Hướng đạo Barbados                               | đầy đủ                | 3.863                              | 1969         | 1918          | chỉ nhận nữ |
| Belarus                     | Hội Nữ Hướng đạo Belarus                                | đầy đủ                | 1.274                              | 1996         | 1926          | chỉ nhận nữ |
| Bỉ                          | Guidisme et Scoutisme en Belgique                       | đầy đủ                | 57.966                             | 1928         | 1915          | cả hai      |
| Belize                      | Hội Nữ Hướng đạo Belize                                 | đầy đủ                | 468                                | 1987         | 1937          | chỉ nhận nữ |
| Bénin                       | Guides du Bénin                                         | đầy đủ                | 1.533                              | 1963         | 1954          | chỉ nhận nữ |
| Bolivia                     | Asociación de Guías Scouts de Bolivia                   | đầy đủ                | 350                                | 1966         | 1915          | chỉ nhận nữ |
| Botswana                    | Hội Nữ Hướng đạo Botswana                               | đầy đủ                | 2.432                              | 1969         | 1924          | chỉ nhận nữ |
| Brasil                      | Federação de Bandeirantes do Brasil                     | đầy đủ                | 6.201                              | 1930         | 1919          | cả hai      |
| Brunei                      | Hội Nữ Hướng đạo Brunei                                 | đầy đủ                | 1.623                              | 1996         | 1951          | chỉ nhận nữ |
| Burkina Faso                | Association des Guides du Burkina Faso                  | đầy đủ                | 12.716                             | 1972         | 1955          | chỉ nhận nữ |
| Burundi                     | Association des Guides du Burundi                       | liên hiệp             | 5.050                              | 1972         | 1954          | chỉ nhận nữ |
| Campuchia                   | Hội Nữ Hướng đạo Campuchia                              | liên hiệp             | 1.048                              | 2002         | 1940          | chỉ nhận nữ |
| Cameroon                    | Association des Guides du Cameroun                      | liên hiệp             | 3.000                              | 1972         | 1943          | chỉ nhận nữ |
| Canada                      | Hội Nữ Hướng đạo Canada                                 | đầy đủ                | 149.387                            | 1928         | 1910          | chỉ nhận nữ |
| Cộng hòa Trung Phi          | Association Nationale des Guides de Centrafrique        | đầy đủ                | 19.497                             | 1963         | 1952          | chỉ nhận nữ |
| Tchad                       | Association des Guides du Tchad                         | liên hiệp             | NA                                 | NA           | NA            | chỉ nhận nữ |
| Chile                       | Asociación de Guías y Scouts de Chile                   | đầy đủ                | 25.568                             | 1957         | 1913          | cả hai      |
| Trung Hoa Dân Quốc          | Hội Nữ Hướng đạo Đài Loan                               | đầy đủ                | 28.105                             | 1963         | 1919          | chỉ nhận nữ |
| Colombia                    | Asociación de Guías Scouts de Colombia                  | đầy đủ                | 627                                | 1954         | 1936          | chỉ nhận nữ |
| Cộng hòa Congo              | Association des Scouts et Guides du Congo               | liên hiệp             | 1.404                              | 1957/1996    | 1927          | cả hai      |
| Quần đảo Cook               | Hội Nữ Hướng đạo Quần đảo Cook                          | liên hiệp             | 1.111                              | 1993         | 1928          | chỉ nhận nữ |
| Costa Rica                  | Asociación de Guías y Scouts de Costa Rica              | đầy đủ                | 1.799                              | 1946         | 1922          | cả hai      |
| Cộng hòa Síp                | Hội Nữ Hướng đạo Cyprus                                 | đầy đủ                | 3.476                              | 1962         | 1912          | cả hai      |
| Cộng hòa Séc                | Junák                                                   | đầy đủ                | 20.654                             | 1928/1990    | 1915          | cả hai      |
| Đan Mạch                    | Pigespejdernes Fællesråd Danmark                        | đầy đủ                | 22.090                             | 1928         | 1910          | cả hai      |
| Dominica                    | Hội Nữ Hướng đạo Dominica                               | liên hiệp             | 376                                | 1987         | 1930          | chỉ nhận nữ |
| Cộng hòa Dominican          | Asociación de Guías Scouts Dominicanas                  | đầy đủ                | 588                                | 1969         | 1961          | chỉ nhận nữ |
| Ecuador                     | Asociación Nacional de Guías Scouts del Ecuador         | đầy đủ                | 225                                | 1966         | 1919          | chỉ nhận nữ |
| Ai Cập                      | Liên đoàn Nam và Nữ Hướng đạo Ai Cập                    | đầy đủ                | 92.000                             | 1931         | 1913          | chỉ nhận nữ |
| El Salvador                 | Asociación de Muchachas Guías de El Salvador            | đầy đủ                | 558                                | 1960         | 1945          | chỉ nhận nữ |
| Estonia                     | Eesti Gaidide Liit                                      | đầy đủ                | 776                                | 1928/1993    | 1919          | cả hai      |
| Fiji                        | Hội Nữ Hướng đạo Fiji                                   | đầy đủ                | 1.829                              | 1981         | 1924          | chỉ nhận nữ |
| Phần Lan                    | Suomen Partiolaiset                                     | đầy đủ                | 33.436                             | 1928         | 1910          | cả hai      |
| Pháp                        | Scoutisme Français                                      | đầy đủ                | 19.884                             | 1928         | 1921          | cả hai      |
| Gambia                      | Hội Nữ Hướng đạo Gambia                                 | đầy đủ                | 9.371                              | 1966         | 1923          | chỉ nhận nữ |
| Gruzia                      | Sakartvelos Gogona Skautebis Asociacia 'Dia'            | liên hiệp             | 925                                | NA           | NA            | chỉ nhận nữ |
| Đức                         | Ring Deutscher Pfadfinderinnenverbände                  | đầy đủ                | 47.523                             | 1950         | 1912          | cả hai      |
| Ghana                       | Hội Nữ Hướng đạo Ghana                                  | đầy đủ                | 7.700                              | 1960         | 1921          | chỉ nhận nữ |
| Hy Lạp                      | Soma Hellinidon Odigon                                  | đầy đủ                | 9.789                              | 1933         | 1932          | cả hai      |
| Grenada                     | Hội Nữ Hướng đạo Grenada                                | liên hiệp             | 760                                | 1990         | 1925          | chỉ nhận nữ |
| Guatemala                   | Asociación Nacional de Muchachas Guías de Guatemala     | đầy đủ                | 980                                | 1957         | 1934          | chỉ nhận nữ |
| Guinea                      | Association Nationale des Guides de Guinée              | liên hiệp             | 640                                | NA           | NA            | chỉ nhận nữ |
| Guyana                      | Hội Nữ Hướng đạo Guyana                                 | đầy đủ                | 819                                | 1969         | 1922          | chỉ nhận nữ |
| Haiti                       | Association Nationale des Guides d'Haïti                | đầy đủ                | 782                                | 1946         | 1942          | chỉ nhận nữ |
| Honduras                    | Asociación Nacional de Muchachas Guías de Honduras      | đầy đủ                | 2.482                              | 1981         | 1953          | cả hai      |
| Hồng Kông                   | Hội Nữ Hướng đạo Hồng Kông                              | đầy đủ                | 44.098                             | 1978         | 1916          | cả hai      |
| Hungary                     | Magyar Cserkészlány Szövetség                           | liên hiệp             | 512                                | 1928/1993    | 1919          | chỉ nhận nữ |
| Iceland                     | Bandalag Íslenskra Skáta                                | đầy đủ                | 2.002                              | 1928         | 1922          | cả hai      |
| Ấn Độ                       | The Bharat Scouts and Guides                            | đầy đủ                | 1.170.262                          | 1948         | 1911          | cả hai      |
| Ireland                     | Hiệp hội Nữ Hướng đạo Ireland                           | đầy đủ                | 13.806                             | 1932         | 1911          | chỉ nhận nữ |
| Israel                      | Hitachdut Hatsofim Ve Hatsofot Be Israel                | đầy đủ                | 11.268                             | 1957         | 1919          | cả hai      |
| Ý                           | Federazione Italiana dello Scautismo                    | đầy đủ                | 83.601                             | 1946         | 1912          | cả hai      |
| Côte d'Ivoire               | Fédération Ivoirienne du Scoutisme Féminin              | đầy đủ                | 4.000                              | 1963         | 1937          | chỉ nhận nữ |
| Jamaica                     | Hội Nữ Hướng đạo Jamaica                                | đầy đủ                | 4.912                              | 1963         | 1915          | cả hai      |
| Nhật Bản                    | Hội Nữ Hướng đạo Nhật Bản                               | đầy đủ                | 61.305                             | 1952         | 1919          | chỉ nhận nữ |
| Jordan                      | Hội Nam và Nữ Hướng đạo Jordan                          | đầy đủ                | 9.480                              | 1963         | 1938          | chỉ nhận nữ |
| Kenya                       | Hội Nữ Hướng đạo Kenya                                  | đầy đủ                | 120.805                            | 1963         | 1920          | chỉ nhận nữ |
| Kiribati                    | Hội Nữ Hướng đạo Kiribati                               | liên hiệp             | 435                                | 1990         | 1926          | chỉ nhận nữ |
| Hàn Quốc                    | Hội Nữ Hướng đạo Triều Tiên                             | đầy đủ                | 78.365                             | 1957         | 1946          | cả hai      |
| Kuwait                      | Hội Nữ Hướng đạo Kuwait                                 | đầy đủ                | 9.715                              | 1966         | 1957          | chỉ nhận nữ |
| Latvia                      | Latvijas Skautu un Gaidu Centrālā Organizācija          | đầy đủ                | 621                                | 1928/1993    | 1921          | cả hai      |
| Liban                       | Fédération Libanaise des Eclaireuses et des Guides      | đầy đủ                | 4.231                              | 1955         | 1937          | chỉ nhận nữ |
| Lesotho                     | Hội Nữ Hướng đạo Lesotho                                | đầy đủ                | 2.750                              | 1978         | 1925          | chỉ nhận nữ |
| Liberia                     | Hội Nữ Hướng đạo Liberia                                | đầy đủ                | 345                                | 1928/1966    | 1920          | chỉ nhận nữ |
| Libya                       | Phong trào Nam và Nữ Hướng đạo                          | đầy đủ                | 4.766                              | 1966         | 1958          | cả hai      |
| Liechtenstein               | Pfadfinder und Pfadfinderinnen Liechtensteins           | đầy đủ                | 265                                | 1948         | 1932          | cả hai      |
| Luxembourg                  | Bureau de Liaison des Associations Guides du Luxembourg | đầy đủ                | 1.991                              | 1928         | 1915          | cả hai      |
| Madagascar                  | Skotisma Zazavavy eto Madagasikara                      | đầy đủ                | 24.719                             | 1963         | 1941          | cả hai      |
| Malawi                      | Hội Nữ Hướng đạo Malawi                                 | liên hiệp             | NA                                 | NA           | NA            | chỉ nhận nữ |
| Malaysia                    | Persatuan Pandu Puteri Malaysia                         | đầy đủ                | 61.718                             | 1960         | 1916          | chỉ nhận nữ |
| Maldives                    | Hội Nữ Hướng đạo Maldives                               | đầy đủ                | 6.029                              | 1994         | 1962          | chỉ nhận nữ |
| Malta                       | Hội Nữ Hướng đạo Malta                                  | đầy đủ                | 1.337                              | 1966         | 1918          | chỉ nhận nữ |
| Mauritanie                  | Association des Scouts et Guides de Mauritanie          | liên hiệp             | 456                                | 1996         | 1986          | cả hai      |
| Mauritius                   | Hội Nữ Hướng đạo Mauritius                              | đầy đủ                | 1.051                              | 1975         | 1926          | chỉ nhận nữ |
| México                      | Guías de México                                         | đầy đủ                | 1.410                              | 1948         | 1930          | chỉ nhận nữ |
| Monaco                      | Association des Guides et Scouts de Monaco              | đầy đủ                | 23                                 | 1960         | 1929          | cả hai      |
| Mông Cổ                     | Hội Nữ Hướng đạo Mông Cổ                                | liên hiệp             | 1.000                              | 2005         | 1996          | chỉ nhận nữ |
| Namibia                     | Hội Nữ Hướng đạo Namibia                                | đầy đủ                | 1.124                              | 1993         | 1923          | chỉ nhận nữ |
| Nepal                       | Hội Hướng đạo Nepal                                     | đầy đủ                | 11.962                             | 1978         | 1952          | cả hai      |
| Hòa Lan                     | Hội Hướng đạo Hoa Lan                                   | đầy đủ                | 56.998                             | 1928/1981    | 1911          | cả hai      |
| Antilles thuộc Hoà Lan      | Padvindstersvereniging van de Nederlandse Antillen      | đầy đủ                | 461                                | 1978         | 1930          | chỉ nhận nữ |
| New Zealand                 | Hội Nữ Hướng đạo New Zealand                            | đầy đủ                | 20.562                             | 1928         | 1908          | chỉ nhận nữ |
| Nicaragua                   | Federación Nacional de Muchachas Guías de Nicaragua     | liên hiệp             | 86                                 | 1981         | 1940          | chỉ nhận nữ |
| Nigeria                     | Hội Nữ Hướng đạo Nigeria                                | đầy đủ                | 100.198                            | 1960         | 1919          | chỉ nhận nữ |
| Na Uy                       | Speidernes Fellesorganisasjon                           | đầy đủ                | 14.273                             | 1928         | 1912          | cả hai      |
| Oman                        | Tổ chức Nam và Nữ Hướng đạo Quốc gia                    | đầy đủ                | 9.965                              | 1987         | 1972          | cả hai      |
| Pakistan                    | Hội Nữ Hướng đạo Pakistan                               | đầy đủ                | 71.478                             | 1948         | 1911          | chỉ nhận nữ |
| Panama                      | Asociación de Muchachas Guías de Panamá                 | đầy đủ                | 751                                | 1952         | 1950          | chỉ nhận nữ |
| Papua Tân Guinea            | Hội Nữ Hướng đạo Papua Tân Guinea                       | đầy đủ                | 1.226                              | 1978         | 1927          | chỉ nhận nữ |
| Paraguay                    | Asociación Guías Scouts del Paraguay                    | đầy đủ                | 445                                | 1966         | 1923          | cả hai      |
| Peru                        | Asociación Nacional de Guías Scouts del Perú            | đầy đủ                | 4.178                              | 1960         | 1916          | cả hai      |
| Philippines                 | Hội Nữ Hướng đạo Philippines                            | đầy đủ                | 671.267                            | 1946         | 1919          | chỉ nhận nữ |
| Ba Lan                      | Związek Harcerstwa Polskiego                            | đầy đủ                | 86.591                             | 1928/1996    | 1910          | cả hai      |
| Bồ Đào Nha                  | Associação Guias de Portugal                            | đầy đủ                | 3.291                              | 1963         | 1919          | chỉ nhận nữ |
| Qatar                       | Hội Nữ Hướng đạo Qatar                                  | đầy đủ                | 1.916                              | NA           | NA            | cả hai      |
| România                     | Asociaţia Ghidelor şi Ghizilor din România              | đầy đủ                | 627                                | 1993         | 1928          | cả hai      |
| Nga                         | Rossiskaya Assotsiatsia Devochek-Skautov                | liên hiệp             | 1.158                              | 1999         | 1910          | chỉ nhận nữ |
| Rwanda                      | Association des Guides du Rwanda                        | đầy đủ                | 9.807                              | 1981         | 1962          | chỉ nhận nữ |
| Samoa                       | Hội Nữ Hướng đạo Samoa                                  | liên hiệp             | 186                                | 1996         | 1952          | chỉ nhận nữ |
| Saint Kitts và Nevis        | Hội Nữ Hướng đạo Saint Christopher và Nevis             | liên hiệp             | 436                                | 1993         | 1931          | chỉ nhận nữ |
| Saint Lucia                 | Hội Nữ Hướng đạo Saint Lucia                            | đầy đủ                | 2.181                              | 1984         | 1925          | chỉ nhận nữ |
| Saint Vincent và Grenadines | Hội Nữ Hướng đạo Saint Vincent và Grenadines            | đầy đủ                | 1.162                              | 1984         | 1914          | chỉ nhận nữ |
| San Marino                  | Associazione Guide Esploratori Cattolici Sammarinesi    | liên hiệp             | 113                                | 1993         | 1973          | cả hai      |
| Senegal                     | Association des Scouts et Guides du Sénégal             | đầy đủ                | 4.093                              | 1981         | 1953          | cả hai      |
| Sierra Leone                | Hội Nữ Hướng đạo Sierra Leone                           | đầy đủ                | 3.330                              | 1963         | 1924          | chỉ nhận nữ |
| Singapore                   | Nữ Hướng đạo Singapore                                  | đầy đủ                | 12.340                             | 1966         | 1917          | chỉ nhận nữ |
| Slovakia                    | Slovenský skauting                                      | đầy đủ                | 3.210                              | 1928/1990    | 1919          | cả hai      |
| Slovenia                    | Združenje slovenskih katoliških skavtinj in skavtov     | đầy đủ                | 3.868                              | 1928/1996    | 1922          | cả hai      |
| Quần đảo Solomon            | Hội Nữ Hướng đạo Quần đảo Solomon                       | liên hiệp             | 569                                | 1987         | 1949          | chỉ nhận nữ |
| Nam Phi                     | Hội Nữ Hướng đạo Nam Phi                                | đầy đủ                | 20.466                             | 1928         | 1910          | chỉ nhận nữ |
| Tây Ban Nha                 | Comité de Enlace del Guidismo en España                 | đầy đủ                | 7154                               | 1959         | 1929          | cả hai      |
| Sri Lanka                   | Hội Nữ Hướng đạo Sri Lanka                              | đầy đủ                | 23.133                             | 1951         | 1917          | chỉ nhận nữ |
| Sudan                       | Hội Nữ Hướng đạo Sudan                                  | đầy đủ                | 35.000                             | 1957         | 1928          | chỉ nhận nữ |
| Suriname                    | Surinaamse Padvindsters Raad                            | liên hiệp             | 502                                | 1972         | 1947          | chỉ nhận nữ |
| Swaziland                   | Hội Nữ Hướng đạo Swaziland                              | liên hiệp             | 1.010                              | 1969         | 1924          | chỉ nhận nữ |
| Thụy Điển                   | Svenska Scoutrådet                                      | đầy đủ                | 51.718                             | 1928         | 1910          | cả hai      |
| Thụy Sĩ                     | Phong trào Nam và Nữ Hướng đạo Thụy Sĩ                  | đầy đủ                | 20.702                             | 1928         | 1913          | cả hai      |
| Tanzania                    | Hội Nữ Hướng đạo Tanzania                               | đầy đủ                | 17.233                             | 1963         | 1928          | chỉ nhận nữ |
| Thái Lan                    | Hội Nữ Hướng đạo Thái Lan                               | đầy đủ                | 28.030                             | 1963         | 1957          | cả hai      |
| Togo                        | Association des Guides du Togo                          | đầy đủ                | 2.495                              | 1963         | 1942          | chỉ nhận nữ |
| Tonga                       | Hội Nữ Hướng đạo Vương quốc Tonga                       | liên hiệp             | 204                                | 1987         | 1952          | chỉ nhận nữ |
| Trinidad và Tobago          | Hội Nữ Hướng đạo Trinidad và Tobago                     | đầy đủ                | 3.065                              | 1963         | 1914          | chỉ nhận nữ |
| Tunisia                     | Les Scouts Tunisiens                                    | đầy đủ                | 8.582                              | 1996         | 1934          | cả hai      |
| Thổ Nhĩ Kỳ                  | Türkiye İzcilik Federasyonu                             | đầy đủ                | 5.385                              | 1972         | 1923          | cả hai      |
| Uganda                      | Hội Nữ Hướng đạo Uganda                                 | đầy đủ                | 15.765                             | 1963         | 1914          | chỉ nhận nữ |
| Ukraina                     | Asotsiatsiya Haydov Ukrayiny                            | liên hiệp             | 1.000                              | 1999         | 1911/1992     | chỉ nhận nữ |
| Các Tiểu vương quốc Ả Rập   | Hội Nữ Hướng đạo Các Tiểu vương quốc Ả Rập              | đầy đủ                | 5.640                              | 1984         | 1973          | chỉ nhận nữ |
| Vương quốc Anh              | Hội Nữ Hướng đạo Vương quốc Anh                         | đầy đủ                | 555.420                            | 1928         | 1909          | chỉ nhận nữ |
| Hoa Kỳ                      | Hội Nữ Hướng đạo Hoa Kỳ                                 | đầy đủ                | 3.854.202                          | 1928         | 1912          | chỉ nhận nữ |
| Uruguay                     | Asociación Guías Scout del Uruguay                      | liên hiệp             | 66                                 | 1966         | 1924          | cả hai      |
| Vanuatu                     | Hội Nữ Hướng đạo Vanuatu                                | liên hiệp             | 178                                | 1990         | 1955          | chỉ nhận nữ |
| Venezuela                   | Asociación de Guías Scouts de Venezuela                 | đầy đủ                | 996                                | 1960         | 1958          | chỉ nhận nữ |
| Yemen                       | Hội Nữ Hướng đạo Cộng hòa Yemen                         | đầy đủ                | 13.472                             | 1990         | 1962          | chỉ nhận nữ |
| Zambia                      | Hội Nữ Hướng đạo Zambia                                 | đầy đủ                | 11.000                             | 1966         | 1924          | chỉ nhận nữ |
| Zimbabwe                    | Hội Nữ Hướng đạo Zimbabwe                               | đầy đủ                | 15.267                             | 1969         | 1912          | chỉ nhận nữ |

## Các lãnh thổ không có chủ quyền nhưng có các tổ chức độc lập là thành viên của Hội Nữ Hướng đạo Thế giới
- Aruba - Het Arubaanse Padvindsters Gilde: Thành viên liên hiệp của Hội Nữ Hướng đạo Thế giới
- Quần đảo Cook - Hội Nữ Hướng đạo Quần đảo Cook: Thành viên liên hiệp của Hội Nữ Hướng đạo Thế giới
- Hồng Kông - Hội Nữ Hướng đạo ồng Kông: Thành viên đầy đủ của Hội Nữ Hướng đạo Thế giới
- Antille thuộc Hà Lan - Padvindstersvereniging van de Nederlandse Antillen: Thành viên đầy đủ của Hội Nữ Hướng đạo Thế giới

## Các quốc gia chủ quyền có Nữ Hướng đạo được một quốc gia chủ quyền khác điều hành

### Nữ Hướng đạo Hoa Kỳ
- Liên bang Micronesia - Hướng đạo tại Liên bang Micronesia - Nữ Hướng đạo Hoa Kỳ
- Marshall - Hướng đạo tại Quần đảo Marshall - Nữ Hướng đạo Hoa Kỳ
- Palau - Hướng đạo tại Palau - Nữ Hướng đạo Hoa Kỳ

## Các lãnh thổ không chủ quyền có Nữ Hướng đạo được một quốc gia có chủ quyền điều hành

### Đan Mạch
- Quần đảo Faroe - Føroya Skótaráð
- Greenland - Grønlands Spejderkorps

### Pháp
Nữ Hướng đạo trong các vùng sau đây được các hội Hướng đạo Pháp khác nhau điều hành:
- Guiana thuộc Pháp - Hướng đạo tại Guiana thuộc Pháp
- Guadeloupe và Saint Martin - Hướng đạo tại Guadeloupe et Saint Martin
- Martinique - Scouts de Martinique
- Mayotte - Hướng đạo tại Mayotte
- New Caledonia - Hướng đạo tại New Caledonia
- Réunion - Hướng đạo trên Réunion
- Saint Pierre and Miquelon - Hướng đạo tại Saint Pierre và Miquelon
- Wallis and Futuna - Hướng đạo tại Wallis and Futuna

### Vương quốc Anh
- Anguilla - Nhánh Anguilla của Nữ Hướng đạo Vương quốc Anh
- Bermuda - Nữ Hướng đạo Bermuda
- Quần đảo Virgin thuộc Anh - Nhánh Quần đảo Virgin thuộc Anh của Nữ Hướng đạo Vương quốc Anh
- Quần đảo Cayman - Nhánh Quần đảo Cayman của Nữ Hướng đạo Vương quốc Anh
- Quần đảo Falkland - Nhánh Quần đảo Falkland của Nữ Hướng đạo Vương quốc Anh
- Gibraltar - Nhánh Gibraltar của Nữ Hướng đạo Vương quốc Anh
- Montserrat - Nhánh Montserrat của Nữ Hướng đạo Vương quốc Anh
- Saint Helena - Nhánh Saint Helena của Nữ Hướng đạo Vương quốc Anh
- Quần đảo Turks và Caicos - Nhánh Quần đảo Turks và Caicos của Nữ Hướng đạo Vương quốc Anh

### Hoa Kỳ
Các vùng sau đây được Hội Nữ Hướng đạo Hoa Kỳ điều hành:
- Samoa thuộc Mỹ - Hướng đạo tại Samoa thuộc Mỹ
- Guam - Hướng đạo tại Guam
- Quần đảo Bắc Mariana - Hướng đạo tại Quần đảo Bắc Mariana
- Puerto Rico - Hướng đạo tại Puerto Rico
- Quần đảo Virgin thuộc Mỹ - Hướng đạo tại Quần đảo Virgin thuộc Mỹ

## Các quốc gia đang hành động để là thành viên của WAGGGS
"Hành động tiến đến tư cách thành viên của WAGGGS" là một tình trạng chính thức mà Hội Nữ Hướng đạo Thế giới nhìn nhận sự phát triển của một hội. Cho đến thời điểm 2005, sáu quốc gia có được tình trạng này:
- Albania - Shoqata e Guidave dhe Scoutëve në Shqipëri
- Cộng hòa Dân chủ Congo - Association des Guides du Congo
- Iraq - Hội đồng Nam và Nữ Hướng đạo Iraq
- Litva - Lietuvos skaučių seserija
- Niger
- Thẩm quyền Quốc gia Palestine - Nữ Hướng đạo Palestine

## Các quốc gia có tổ chức Nữ Hướng đạo, đang tìm sự công nhận nhưng chưa rõ
- Afghanistan - Hội Hướng đạo Afghanistan (có thể là hội đồng giáo dục hoặc trong một cơ chế đơn lập)
- Algérie - Hướng đạo tại Algeria
- Azerbaijan - Hội Nữ Hướng đạo Azerbaijan
- Kazakhstan - Hội Nữ Hướng đạo Kazakhstan
- Maroc - Hướng đạo tại Morocco
- Nauru - Hướng đạo tại Nauru
- Syria - Hướng đạo tại Syria

## Cựu thành viên của Hội Nữ Hướng đạo Thế giới
- Cuba - Asociación de Guías de Cuba, lần cuối được nhắc đến là năm 1969
- Ethiopia - lần cuối được nhắc đến là năm 1984, hiện tại là một phần trong Hội Hướng đạo Ethiopia
- Indonesia - Gerakan Pramuka rời WAGGGS và gia nhập WOSM năm 2002
- Iran - Hướng đạo Iran, Ngành Nữ Hướng đạo, lần cuối được nhắc đến là năm 1979
- Miến Điện - Liên hội Hướng đạo Miến Điện, last mentioned in 1969
- Tuvalu - Hội Nữ Hướng đạo Tuvalu, rút khỏi tư cách thành viên 2005
- Việt Nam - Hội Nữ Hướng đạo Việt Nam, lần cuối được nhắc đến là năm 1973